# 東京都三市収益事業組合
東京都三市収益事業組合（とうきょうとさんししゅうえきじぎょうくみあい）は、東京都に存在する一部事務組合である。

## 概要
江戸川競艇の施行に関する事務を共同処理するために設置されている。構成団体は多摩市、稲城市及びあきる野市。組合管理者は、構成3市の市長による互選をする。2024年3月現在、組合管理者は稲城市長の高橋勝浩が務めている
組合の事務所はかつて多摩市に設置されていたが、現在は江戸川競艇場内に移転している。

## 歴史
- 1973年2月22日 - 組合設立。構成団体は多摩市、稲城市、秋川市。
- 1973年4月26日 - 東京都三市収益事業組合営江戸川競艇を初開催。
- 1988年3月 - 同じく江戸川競艇の施行者である東京都六市競艇事業組合の職員が業務上横領事件で逮捕され、開催自粛を決定したため、東京都三市収益事業組合も5月まで競艇の施行を自粛する措置をとった。
- 1995年9月1日 - 秋川市が西多摩郡五日市町と合併してあきる野市を新設。秋川市に引き続き、組合を構成する市となる。